# Adaílton dos Santos da Silva
Adaílton dos Santos da Silva (født 6. december 1990) er en brasiliansk fodboldspiller, som spiller for den japanske fodboldklub Júbilo Iwata.